# Znamenskij rajon (Oblast' di Omsk)
Lo Znamenskij rajon (in russo Знаменский район?) è un rajon dell'Oblast' di Omsk, nella Russia asiatica; il capoluogo è Znamenskoe. Istituito nel 1924, ricopre una superficie di 3.700 chilometri quadrati e consta di una popolazione di circa 13.000 abitanti.